# Calea ferată a morții

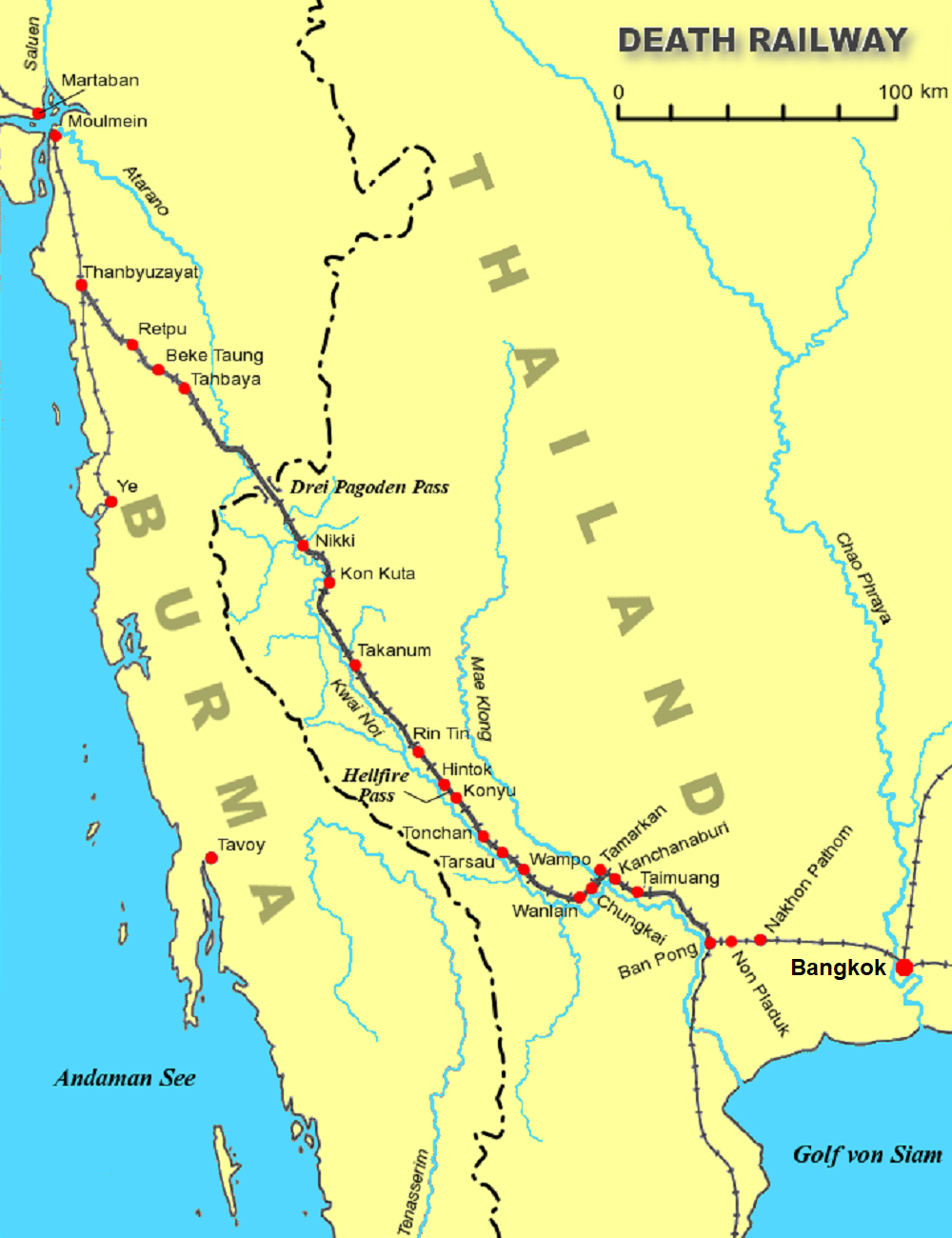
Harta traseului Căii ferate a morţii

Calea ferată a morții (oficial: Taimen - Rensetsu Tetsudo) este denumirea sub care este cunoscută o cale ferată care leagă Birmania de Thailanda, prin Trecătoarea celor Trei Pagode. A fost construită pentru Imperiul Japonez, în scopul consolidării Sferei de Coprosperitate a Marii Asii Orientale.

## Descriere
Calea ferată a morții este cunoscută și sub denumirea de Calea ferată Birmania - Thailanda. Ea leagă, prin Trecătoarea celor Trei Pagode, Bangkok, capitala Thailandei de Rangoon, capitala Birmaniei, acum Myanmar. Are o lungime de 415 kilometri (258 de mile). 

## Istorie

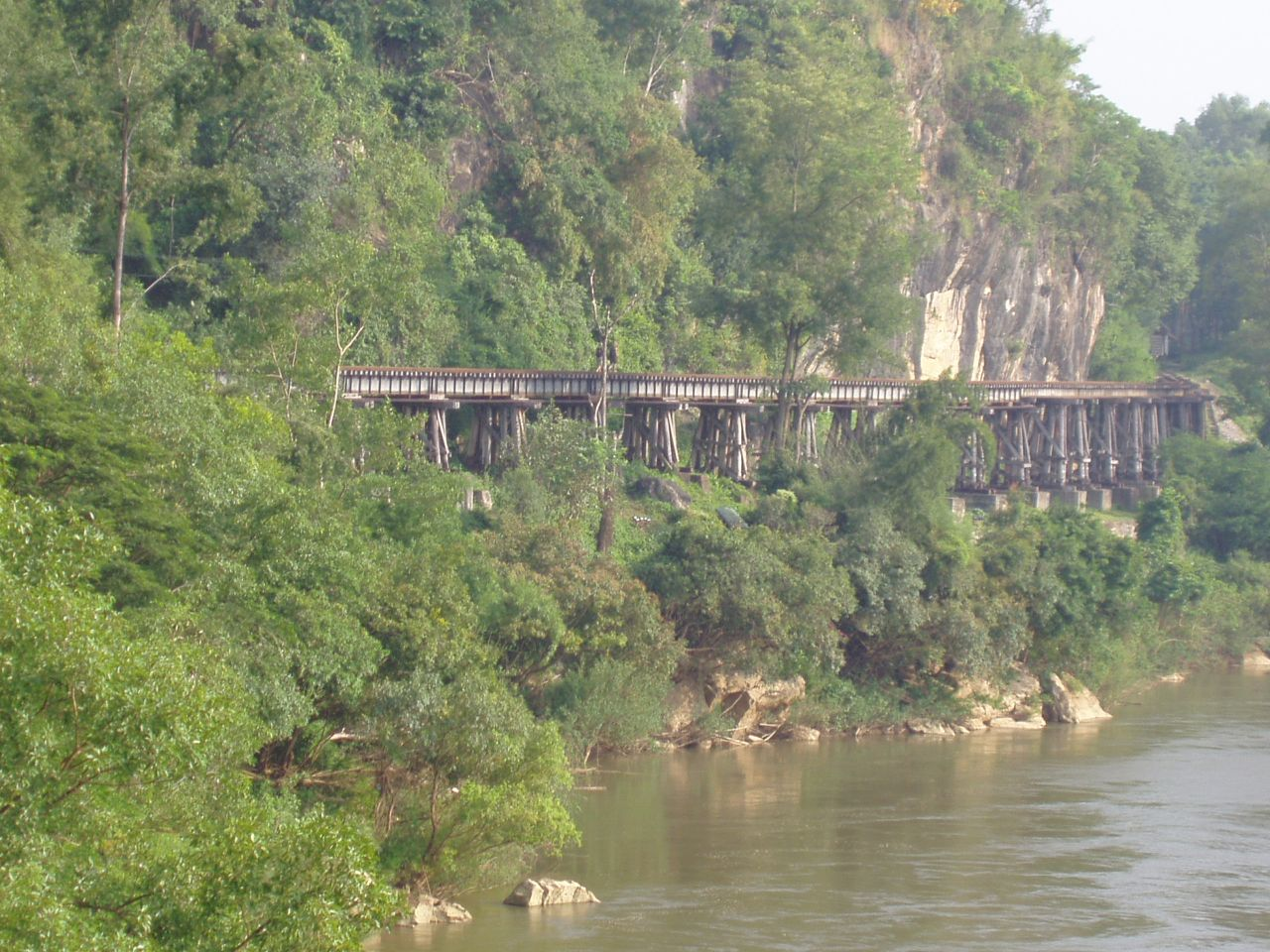
O secțiune a Căii Ferate a Morții, în provincia Kanchanaburi din Thailanda.

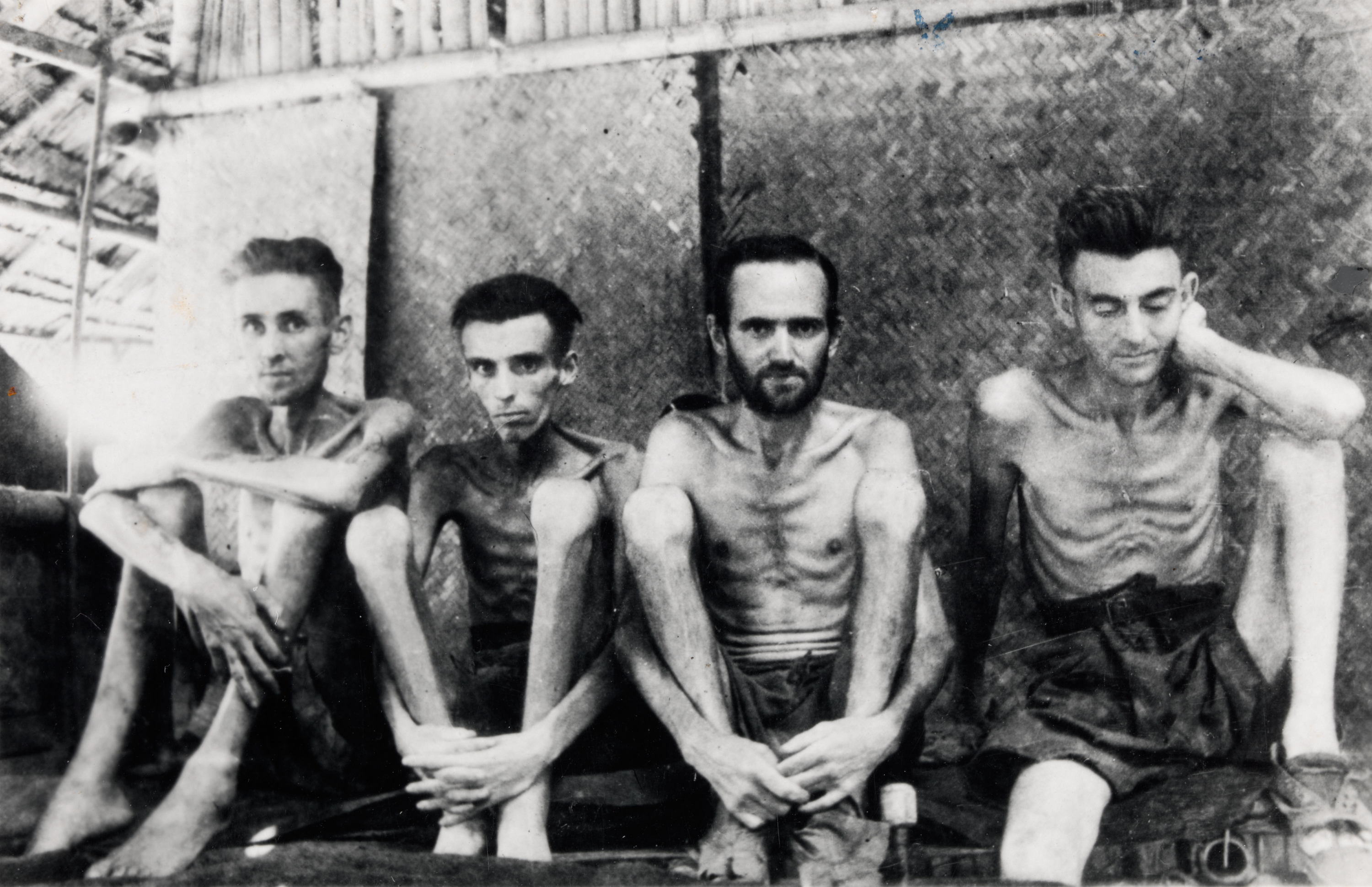
Prizonieri australieni și olandezi în Thailanda (1943); cei patru oameni suferă de beri - beri

Calea ferată a morții își are numele de la infamanta muncă silnică la care au fost supuși prizonierii de război aliați și populația civilă, din lagărul de muncă, de către puterea militaristă japoneză, în timpul celui de-Al Doilea Război Mondial, pentru construirea acestei căi ferate, în scopul susținerii forțelor sale în campania din Birmania. La construirea acestei căi ferate au fost forțați să muncească, în condiții inumane, 180.000 de muncitori asiatici și 60.000 de prizonieri de război aliați. Dintre aceștia, circa 90.000 de muncitori asiatici și 16.000 de prizonieri aliați au murit, ca rezultat direct al realizării proiectului (6.318 britanici, 2.815 australieni, 2.490 de olandezi, 356 de americani și un număr mai mic de canadieni).

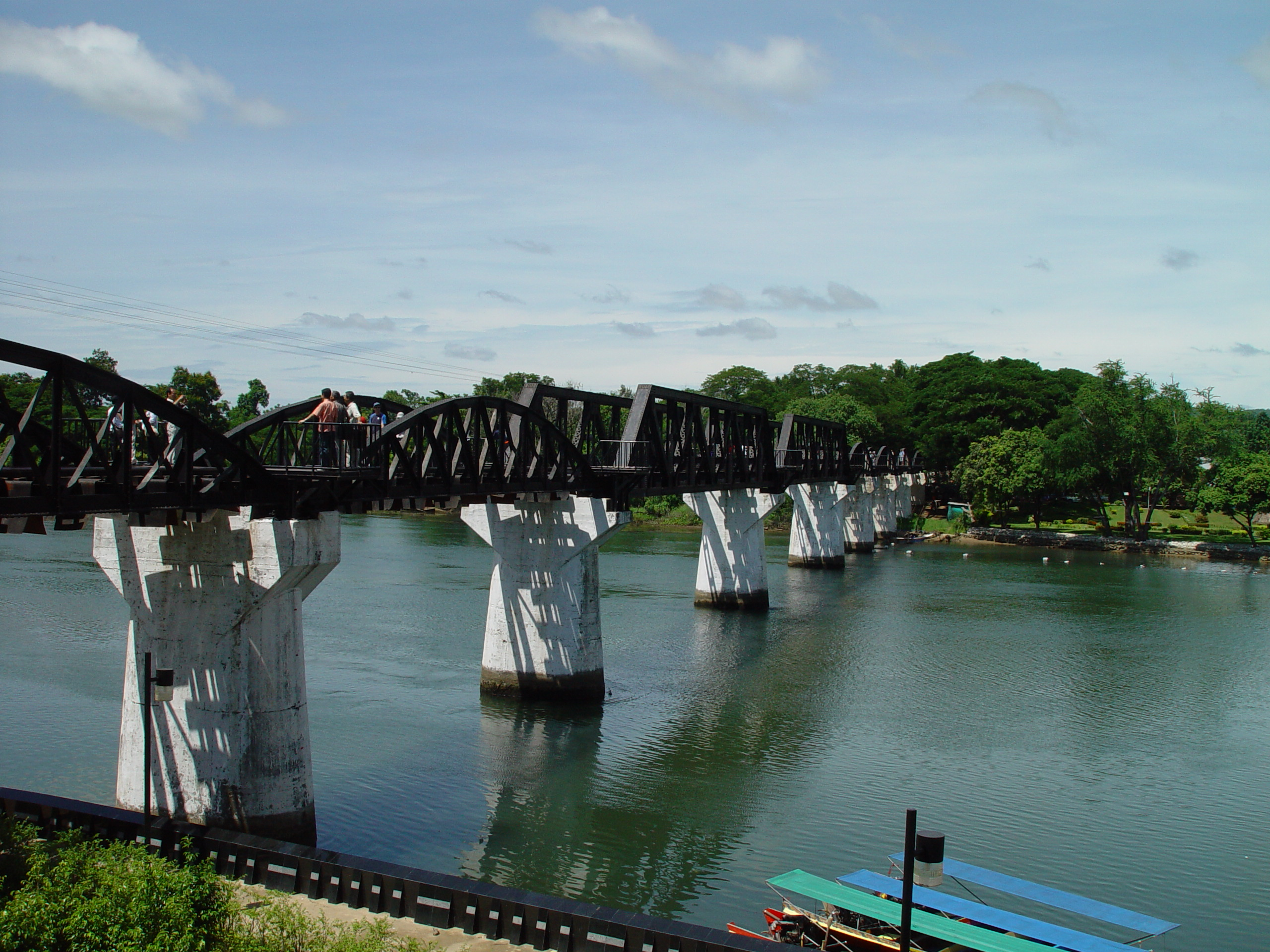
Podul peste râul Kwai / Kwae, în provincia Kanchanaburi

Partea cea mai cunoscută a acestei căi ferate o constituie probabil podul 277 peste fluviul Khwae Yai (în thai: แควใหญ่, în română: „Marele tributar”). La origine, fluviul a fost cunoscut sub numele de Mae Klong, dar din 1960 este cunoscut sub numele actual: Khwae Yai.

## Calea ferată a morții în literatură și în filme
- Podul 277 a fost imortalizat de scriitorul francez Pierre Boulle în cartea sa[3] și în filmul bazat pe această carte, Podul de pe râul Kwai.